# Erlanger Linke
Die Erlanger Linke ist eine im Februar 2007 in Erlangen gegründete Wählergruppe, die 2008 erstmals mit 4,2 % der Stimmen und damit mit zwei Vertretern in den Erlanger Stadtrat eingezogen ist.
Der Verein versteht sich selbst als Plattform für „politisch links stehende Menschen“, die „dauerhaft eine starke linke Kraft in Erlangen schaffen möchte“, die „die Auswirkungen der neoliberalen Wirtschaftsideologie auf Erlangen“ nach eigenen Angaben bekämpfen und zurückgedrängen möchte. „Stattdessen soll eine demokratische, soziale und ökologisch nachhaltige Politik durchgesetzt werden.“
Im Juli 2009 trat eine Stadträtin aus der Fraktion der Grünen aus und schloss sich den Erlanger Linken an, die dadurch mit 3 Mitgliedern Fraktionsstatus erhielten.